# 2002-2003シーズンのNBA
2002-2003シーズンのNBAは、NBAの57回目のシーズンである。レギュラーシーズンは2002年10月29日から始まり、2003年6月15日に全日程が終了した。

## シーズン前

### ドラフト
中国人センターの姚明がヒューストン・ロケッツからドラフト1位指名を受けた。
ヤオ・ミン(1位)、アマレ・スタウダマイアー(9位)、カロン・バトラー(10位)、カルロス・ブーザー(35位)ら4人のオールスターを輩出した他、ジェイ・ウィリアムズ(2位)、マイク・ダンリービー・ジュニア(3位)、ドリュー・グッデン(4位)、ダワン・ワグナー(6位)、ネネイ(7位)、クリス・ウィルコックス(8位)、ジャレッド・ジェフリーズ(11位)、メルビン・イーライ(12位)、フレッド・ジョーンズ(14位)、ボスジャン・ナックバー(15位)、イジー・ウェルシュ(16位)、フアン・ディクソン(17位)、カリーム・ラッシュ(20位)、テイショーン・プリンス(23位)、ネナド・クリスティッチ(24位)、ジョン・サーモンズ(26位)、ダン・ディッカウ(28位)、ロジャー・メイソン(31位)、ダン・ガズリッチ(34位)、フワン・カルロス・ナバーロ(40位)、ロナルド・マレー(42位)、マット・バーンズ(46位)、ダリュス・ソンガイラ(50位)、ラスール・バトラー(53位)、ルイス・スコラ(56位)らがNBA入りを果たした。
ドラフト外選手にはJR・ブレマー、デビン・ブラウン、レジー・エバンス、ユドニス・ハスレム、D・J・エムベンガ、キース・マクロード、ジャネロ・パーゴ、スマッシュ・パーカーなどがいる。
　詳細は2002年のNBAドラフトを参照

### 主な移籍
| チーム                         | 獲得（移籍元）                                                | 放出（移籍先）                                |
| ------------------------------ | ------------------------------------------------------------- | --------------------------------------------- |
| デトロイト・ピストンズ         | リチャード・ハミルトン (WAS) チャンシー・ビラップス (MIN・FA) | ジェリー・スタックハウス (WAS)                |
| ワシントン・ウィザーズ         | ジェリー・スタックハウス (DET) ラリー・ヒューズ (GSW・FA)     | リチャード・ハミルトン (WAS)                  |
| ニューヨーク・ニックス         | アントニオ・マクダイス (DEN)                                  | マーカス・キャンビー (DEN)                    |
| クリーブランド・キャバリアーズ | ダリアス・マイルズ (LAC)                                      | アンドレ・ミラー (LAC) ラモンド・マレー (TOR) |
| トロント・ラプターズ           | ラモンド・マレー (CLE) ドニエル・マーシャル (UTA・FA)         |                                               |
| アトランタ・ホークス           | グレン・ロビンソン (MIL)                                      | トニー・クーコッチ (MIL)                      |
| ニュージャージー・ネッツ       | ディケンベ・ムトンボ (PHI)                                    | キース・ヴァン・ホーン (PHI)                  |
| サンアントニオ・スパーズ       | スティーブ・カー (POR)                                        | アントニオ・ダニエルズ (POR)                  |

### その他
- シャーロットに本拠地を置くシャーロット・ホーネッツがニューオーリンズに移転し、チーム名もニューオーリンズ・ホーネッツに改名された。
- 当時マイアミ・ヒート所属のアロンゾ・モーニングが肝臓疾患により現役続行を断念し、引退を表明する。しかし翌2003-04シーズンには復帰を果たした。
- アレン・アイバーソンが住居不法侵入、拳銃不法所持、暴力的な恐喝など計14の容疑を掛けられ、一時はキャリアの危機とまで囁かれたが、後に無罪が確定した。
- 1984年にサラリーキャップ制度を導入して以来増加の一途を辿るサラリーキャップ上限が、初めて引き下げられた。テレビ放映権料の1億ドル減収などが原因にあげられる。

## レギュラーシーズン

### オールスター
- 開催日：2月14日
- 開催地：ジョージア州アトランタ
- オールスターゲーム　ウエスト 155－145 イースト MVP：ケビン・ガーネット　（ミネソタ・ティンバーウルブズ）
- ルーキーチャレンジ　ソフォモア 132－112 ルーキー　MVP：ギルバート・アリナス　（ゴールデンステート・ウォリアーズ）
- ダンクコンテスト優勝：ジェイソン・リチャードソン　（ゴールデンステート・ウォリアーズ）
- スリーポイントコンテスト優勝：ペジャ・ストヤコヴィッチ　（サクラメント・キングス）
- スキルチャレンジが初開催される。初代優勝はジェイソン・キッド（ニュージャージー・ネッツ）。

### シーズン中の移籍
- シアトル・スーパーソニックスのエースの座を長年務めてきたゲイリー・ペイトンがトレードに出され、デズモンド・メイスンと共にミルウォーキー・バックスに移籍した。バックスからはレイ・アレンとケビン・オーリーが放出された。
- オーランド・マジック所属のマイク・ミラーが、ドリュー・グッデンらとの交換でメンフィス・グリズリーズにトレードされた。
- デンバー・ナゲッツ所属のジェームス・ポージーがヒューストン・ロケッツに移籍。

### その他
- 1982年より連続プレーオフ出場を続ける西の強豪ポートランド・トレイルブレイザーズで不祥事が続発する。端を発したのはデイモン・スタウダマイアーとラシード・ウォーレスが大麻不法所持による逮捕で、以後ルーベン・パターソンの家庭内暴力疑惑、さらに12月20日のゴールデンステート・ウォリアーズ戦では乱闘事件が発生し警官が出動する騒ぎにまで発展した。様々な問題を抱えるようになったブレイザーズは以後、崩壊への道を辿っていく。
- ユタ・ジャズ所属のマーク・ジャクソンが史上3人目となる通算10,000アシストを達成。
- ワシントン・ウィザーズ所属のマイケル・ジョーダンがウィルト・チェンバレンのレギュラーシーズン通算31419得点を抜いて歴代3位に浮上。また、オールスターゲームでは20得点を記録し、カリーム・アブドゥル＝ジャバーのオールスター通算251得点を抜いて通算262得点で歴代1位となった。
- ロサンゼルス・レイカーズ所属のコービー・ブライアントが史上最年少（24歳193日）で通算10,000得点を達成。また、8試合連続40得点以上、13試合連続35得点以上を記録。
- ユタ・ジャズ所属のカール・マローンが史上2人目となる通算36,000得点を達成。
- トロント・ラプターズのレニー・ウィルキンスHCが歴代1位となる1107敗目を喫した。当時のウィルキンズは歴代最多勝コーチでもあった。

## イースタン・カンファレンス

### アトランティック・ディビジョン
| 順位 | チーム                   | 勝敗  | 得点王（avg）            | リバウンド王（avg） | アシスト王（avg）       | ヘッドコーチ   |
| ---- | ------------------------ | ----- | ------------------------ | ------------------- | ----------------------- | -------------- |
| 1    | ニュージャージー・ネッツ | 49-33 | J.キッド（18.7）         | K.マーティン（8.3） | J.キッド（9.9）         | B.スコット     |
| 2    | フィラデルフィア・76ers  | 48-34 | A.アイバーソン（27.6）   | K.トーマス（8.0）   | E.スノウ（6.6）         | L.ブラウン†    |
| 3    | ボストン・セルティックス | 44-38 | P.ピアース（25.9）       | P.ピアース（7.3）   | A.ウォーカー（4.8）     | J.オブライエン |
| 4    | オーランド・マジック     | 42-40 | T.マグレディ（32.1）     | T.マグレディ（6.5） | T.マグレディ（5.5）     | D.リバース     |
| 5    | ワシントン・ウィザーズ   | 37-45 | J.スタックハウス（21.5） | C.レイトナー（6.6） | J.スタックハウス（4.5） | D.コリンズ†    |
| 6    | ニューヨーク・ニックス   | 37-45 | A.ヒューストン（22.5）   | K.トーマス（7.9）   | H.アイズリー（5.4）     | D.チャイニー   |
| 7    | マイアミ・ヒート         | 25-57 | E.ジョーンズ（18.5）     | B.グラント（10.2）  | A.カーター（4.1）       | P.ライリー†    |

※(*＝新任のヘッドコーチ　†＝シーズン終了後解任されたヘッドコーチ)
- ファイナルを意識（シャキール・オニール対策）しディケンベ・ムトンボを獲得したネッツだが、そのムトンボがシーズンの大半を欠場した。
- ニックスはトレードで獲得したアントニオ・マクダイスが膝の故障でシーズンを全休。
- ヒートは得点源のエディー・ジョーンズがシーズンの半分を欠場するなどし、デビジョン最下位に沈んだ。シーズン終了後、8シーズンに渡ってヘッドコーチを務めてきたパット・ライリーがコーチ職を辞した（後に2005-06シーズンに復帰。）。

### セントラル・デビジョン
| 順位 | チーム                         | 勝敗  | 得点王（avg）        | リバウンド王（avg）   | アシスト王（avg）     | ヘッドコーチ                    |
| ---- | ------------------------------ | ----- | -------------------- | --------------------- | --------------------- | ------------------------------- |
| 1    | デトロイト・ピストンズ         | 50-32 | R.ハミルトン（19.7） | B.ウォーレス（15.4）  | C.ビラップス（3.9）   | Rカーライル†                    |
| 2    | インディアナ・ペイサーズ       | 48-34 | J.オニール（20.8）   | J.オニール（10.3）    | J.ティンズリー（7.5） | I.トーマス†                     |
| 3    | ニューオーリンズ・ホーネッツ   | 47-35 | J.ローズ（21.6）     | PJ.ブラウン（9.0）    | B.デイビス（6.4）     | P.サイラス†                     |
| 4    | ミルウォーキー・バックス       | 42-40 | S.キャセール（19.7） | D.メイソン（6.5）     | G.ペイトン（8.3）     | J.カール†                       |
| 5    | アトランタ・ホークス           | 35-47 | Gロビンソン（20.8）  | SA.ラヒーム（8.4）    | J.テリー（7.4）       | R.クルーガー →Tストッツ         |
| 6    | シカゴ・ブルズ                 | 30-52 | J.ローズ（22.1）     | D.マーシャル（9.0）   | J.ローズ（4.8）       | B.カートライト                  |
| 7    | トロント・ラプターズ           | 24-58 | V.カーター（20.6）   | J.ウィリアムス（9.2） | A.ウィリアムス（5.0） | L.ウィルキンス†                 |
| 8    | クリーブランド・キャバリアーズ | 17-65 | R.デイビス（20.6）   | Z.イルガスカス（7.5） | R.デイビス（5.5）     | J.ルーカス →B.ビッカースタッフ† |

- オフとシーズン中の補強でバックコート陣を一新したピストンズは、リーグ最小平均失点を誇る強力ディフェンスを構築し、イースタン・カンファレンスでは唯一の50勝を記録した。
- ペイサーズはシーズン前半は60勝ペースで勝ち続けたが、後半に入って失速し、デビジョン首位の座もピストンズに明け渡した。
- シーズン中にエースのレイ・アレンをトレードで放出し、代わりにゲイリー・ペイトンを獲得したバックスは前季よりも1勝だけ勝ち星を上積みし、プレーオフにも復帰した。
- ラプターズはヴィンス・カーターがシーズンの半分を欠場したため大きく負け越し、4シーズン連続のプレーオフ進出はならなかった。
- シーズン序盤に15連敗を喫したキャバリアーズはリーグ全体でも最下位に沈んだが、これでドラフトの全体1位指名権を獲得した。

## ウエスタン・カンファレンス

### ミッドウエスト・デビジョン
| 順位 | チーム                       | 勝敗  | 得点王（avg）        | リバウンド王（avg）  | アシスト王（avg）     | ヘッドコーチ       |
| ---- | ---------------------------- | ----- | -------------------- | -------------------- | --------------------- | ------------------ |
| 1    | サンアントニオ・スパーズ     | 60-22 | T.ダンカン（23.3）   | T.ダンカン（12.9）   | T.パーカー（5.3）     | G.ポポヴィッチ     |
| 2    | ダラス・マーベリックス       | 60-22 | D.ノビツキー（25.1） | D.ノビツキー（9.9）  | S.ナッシュ（7.3）     | D.ネルソン         |
| 3    | ミネソタ・ティンバーウルブズ | 51-31 | K.ガーネット（23.0） | K.ガーネット（13.4） | K.ガーネット（6.0）   | F.サンダース       |
| 4    | ユタ・ジャズ                 | 47-35 | K.マローン（20.6）   | K.マローン（7.8）    | J.ストックトン（7.7） | J.スローン         |
| 5    | ヒューストン・ロケッツ       | 45-37 | S.フランシス（21.0） | 姚明（8.2）          | S.フランシス（6.2）   | L.トムジャノビッチ |
| 6    | メンフィス・グリズリーズ     | 28-54 | P.ガソル（19.0）     | P.ガソル（8.8）      | J.ウィリアムス（8.3） | S.ロウ →H.ブラウン |
| 7    | デンバー・ナゲッツ           | 17-65 | J.ハワード（18.4）   | J.ハワード（7.6）    | S.ウィリアムズ（3.4） | Jバズデリック      |

- ミッドウェストデビジョンは前季に引き続き、1位のスパーズをマーベリックス、ウルブズが追う展開となった。1位から4位までの順位は、前季と変わっていない。
- スパーズは海外からの新戦力であるトニー・パーカーやマヌ・ジノビリらの活躍でリーグトップの勝率を収めた。
- ダーク・ノヴィツキー、スティーブ・ナッシュ、マイケル・フィンリーらビッグスリー体制になって以来年々スパーズに迫るマーベリックスは、開幕14連勝を記録し、勝率でついにスパーズと並んだ。
- ドラフトで姚明を獲得したロケッツは前季より大幅に勝ち星を増やし、勝率5割を上回ったがプレーオフには届かなかった。
- グリズリーズは開幕13連敗を記録。
- キャバリアーズと共にリーグ最下位となったナゲッツは、シーズン中に10連敗以上を2度記録。

### パシフィック・デビジョン
| 順位 | チーム                             | 勝敗  | 得点王（avg）          | リバウンド王（avg）  | アシスト王（avg）     | ヘッドコーチ                  |
| ---- | ---------------------------------- | ----- | ---------------------- | -------------------- | --------------------- | ----------------------------- |
| 1    | サクラメント・キングス             | 59-23 | C.ウェバー（23.0）     | C.ウェバー（10.5）   | C.ウェバー（5.4）     | R.アデルマン                  |
| 2    | ロサンゼルス・レイカーズ           | 50-32 | K.ブライアント（30.0） | S.オニール（11.1）   | K.ブライアント（5.9） | Pジャクソン                   |
| 3    | ポートランド・トレイルブレイザーズ | 50-32 | R.ウォーレス（18.1）   | R.ウォーレス（7.1）  | S.ピッペン（4.5）     | M.チークス                    |
| 4    | フェニックス・サンズ               | 44-38 | S.マーブリー（22.3）   | S.マリオン（9.5）    | S.マーブリー（8.1）   | F.ジョンソン                  |
| 5    | シアトル・スーパーソニックス       | 40-42 | R.アレン（22.5）       | R.ルイス（6.5）      | R.アレン（4.4）       | N.マクミラン                  |
| 6    | ゴールデンステート・ウォリアーズ   | 38-44 | A.ジェイミソン（22.2） | T.マーフィー（10.2） | G.アリナス（6.3）     | Eマッセルマン*                |
| 7    | ロサンゼルス・クリッパーズ         | 27-55 | E.ブランド（18.5）     | E.ブランド（11.5）   | A.ミラー（6.7）       | A.ジェントリー →D.ジョンソン† |

- キングスは多数の故障者に見舞われたが選手層の厚さで災難を切り抜け、レイカーズを抑えて2年連続で地区優勝を飾った。
- 4連覇を目指す王者レイカーズはシャキール・オニールが右足親指手術による開幕出遅れなどが影響し、不安定なシーズンを送った。
- サンズは新人アマーレ・スタウダマイアーの活躍で1シーズンぶりにプレーオフに復帰。
- シーズン前半大きく負け越していたスーパーソニックスは、シーズン中にレイ・アレンをトレードで獲得したことで大きく巻き返しを見せたが、プレーオフには届かなかった。

## スタッツ

### チームスタッツ
| # | 平均得点トップ3                  | 平均得点トップ3 | 平均得点ワースト3    | 平均得点ワースト3 | 平均失点トップ3          | 平均失点トップ3 | 平均失点ワースト3                | 平均失点ワースト3 |
| # | チーム                           | avg             | チーム               | avg               | チーム                   | avg             | チーム                           | avg               |
| - | -------------------------------- | --------------- | -------------------- | ----------------- | ------------------------ | --------------- | -------------------------------- | ----------------- |
| 1 | ダラス・マーベリックス           | 103.0           | デンバー・ナゲッツ   | 84.2              | デトロイト・ピストンズ   | 88.7            | ゴールデンステート・ウォリアーズ | 103.6             |
| 2 | ゴールデンステート・ウォリアーズ | 102.4           | マイアミ・ヒート     | 85.6              | ニュージャージー・ネッツ | 90.1            | クリーブランド・キャバリアーズ   | 101.0             |
| 3 | サクラメント・キングス           | 101.7           | トロント・ラプターズ | 90.9              | サンアントニオ・スパーズ | 90.4            | メンフィス・グリズリーズ         | 100.7             |

### 個人スタッツリーダー
| # | 得点                       | 得点 | リバウンド             | リバウンド | アシスト                     | アシスト | スティール               | スティール |
| # | 選手名                     | avg  | 選手名                 | avg        | 選手名                       | avg      | 選手名                   | avg        |
| - | -------------------------- | ---- | ---------------------- | ---------- | ---------------------------- | -------- | ------------------------ | ---------- |
| 1 | トレイシー・マグレディ ORL | 32.1 | ベン・ウォーレス DET   | 15.4       | ジェイソン・キッド NJN       | 8.9      | アレン・アイバーソン PHI | 2.7        |
| 2 | コービー・ブライアント LAL | 30.0 | ケビン・ガーネット MIN | 13.4       | ジェイソン・ウィリアムス MEM | 8.3      | ロン・アーテスト IND     | 2.3        |
| 3 | アレン・アイバーソン PHI   | 27.6 | ティム・ダンカン SAS   | 12.9       | ゲイリー・ペイトン MIL       | 8.3      | ショーン・マリオン PHO   | 2.3        |

※ジェイソン・キッドは4回目、ベン・ウォーレスは2年連続2回目、トレイシー・マグレディは初の戴冠。
| # | ブロックショット     | ブロックショット | FG成功率                 | FG成功率 | 3P成功率                 | 3P成功率 | FT成功率                 | FT成功率 |
| # | 選手名               | avg              | 選手名                   | %        | 選手名                   | %        | 選手名                   | %        |
| - | -------------------- | ---------------- | ------------------------ | -------- | ------------------------ | -------- | ------------------------ | -------- |
| 1 | テオ・ラトリフ POR   | 3.2              | エディ・カリー CHI       | 58.5     | ブルース・ボウエン SAS   | 44.1     | アラン・ヒューストン NYN | 91.9     |
| 2 | ベン・ウォーレス DET | 3.2              | シャキール・オニール LAL | 57.4     | マイケル・レッド MIL     | 43.8     | レイ・アレン SEA         | 91.6     |
| 3 | ティム・ダンカン SAS | 2.9              | カルロス・ブーザー CLE   | 53.6     | ウェズリー・パーソン MEM | 43.3     | スティーブ・ナッシュ DAL | 90.9     |

## 個人タイトル
- 最優秀選手：ティム・ダンカン　（サンアントニオ・スパーズ）　※2年連続2度目の受賞
- ルーキー・オブ・ザ・イヤー：アマーレ・スタウダマイアー　（フェニックス・サンズ）
- 最優秀守備選手賞：ベン・ウォーレス　（デトロイト・ピストンズ）　※2年連続2度目の受賞
- シックスマン賞：ボビー・ジャクソン　（サクラメント・キングス）
- MIP：ギルバート・アリナス　（ゴールデンステート・ウォリアーズ）
- 最優秀コーチ賞：グレッグ・ポポヴィッチ　（サンアントニオ・スパーズ）
- エグゼクティブ・オブ・ザ・イヤー：ジョー・デュマース　（デトロイト・ピストンズ）
- オールNBAチーム

|   | ファーストチーム           | セカンドチーム           | サードチーム                   |
| - | -------------------------- | ------------------------ | ------------------------------ |
| F | ケビン・ガーネット MIN     | ダーク・ノヴィツキー DAL | ポール・ピアス BOS             |
| F | ティム・ダンカン SAS       | クリス・ウェバー SAC     | ジャマール・マッシュバーン NOH |
| C | シャキール・オニール LAL   | ベン・ウォーレス DET     | ジャーメイン・オニール IND     |
| G | コービー・ブライアント LAL | ジェイソン・キッド NJN   | ステフォン・マーブリー PHO     |
| G | トレーシー・マグレディ ORL | アレン・アイバーソン PHI | スティーブ・ナッシュ DAL       |

※ジャマール・マッシュバーンは初のオールNBAチーム入り。
- オールディフェンシブチーム

|   | ファーストチーム           | セカンドチーム           |
| - | -------------------------- | ------------------------ |
| F | ティム・ダンカン SAS       | ロン・アーテスト IND     |
| F | ケビン・ガーネット MIN     | ブルース・ボウエン SAS   |
| C | ベン・ウォーレス DET       | シャキール・オニール LAL |
| G | ダグ・クリスティ SAC       | エリック・スノウ PHI     |
| G | コービー・ブライアント LAL | ジェイソン・キッド NJN   |

※ダグ・クリスティは初の1stチーム入り。ロン・アーテスト、エリック・スノウは初のディフェンスチーム入り。
- オールルーキーチーム

| ファーストチーム               | セカンドチーム             |
| ------------------------------ | -------------------------- |
| 姚明 HOU                       | マヌ・ジノビリ SAS         |
| アマーレ・スタウダマイアー PHO | ゴーダン・ギリチェック ORL |
| カロン・バトラー MIA           | カルロス・ブーザー CLE     |
| ドリュー・グッデン ORL         | ジェイ・ウィリアムス CHI   |
| ネネ・ヒラリオ DEN             | J.R.ブレマー BOS           |

## プレーオフ
このシーズンから1回戦は5戦3勝制のシステムから、各ラウンドともに7戦4勝制となった。

### イースタン・カンファレンス
|  | ファーストラウンド | ファーストラウンド           | ファーストラウンド |        |   | カンファレンスセミファイナル | カンファレンスセミファイナル | カンファレンスセミファイナル |  |  | カンファレンスファイナル | カンファレンスファイナル | カンファレンスファイナル |  |
|  |                    |                              |                    |        |   |                              |                              |                              |  |  |                          |                          |                          |  |
|  | 1                  | デトロイト・ピストンズ       | 4                  |        |   |                              |                              |                              |  |  |                          |                          |                          |  |
|  | 1                  | デトロイト・ピストンズ       | 4                  |        |   |                              |                              |                              |  |  |                          |                          |                          |  |
|  | 8                  | オーランド・マジック         | 3                  |        |   |                              |                              |                              |  |  |                          |                          |                          |  |
|  | 8                  | オーランド・マジック         | 3                  |        | 1 | ピストンズ                   | 4                            |                              |  |  |                          |                          |                          |  |
|  |                    |                              |                    |        | 1 | ピストンズ                   | 4                            |                              |  |  |                          |                          |                          |  |
|  |                    |                              | 4                  | 76ers  | 2 |                              |                              |                              |  |  |                          |                          |                          |  |
|  | 5                  | ニューオーリンズ・ホーネッツ | 4                  | 76ers  | 2 | 2                            |                              |                              |  |  |                          |                          |                          |  |
|  | 5                  | ニューオーリンズ・ホーネッツ |                    |        |   |                              |                              |                              |  |  |                          |                          |                          |  |
|  | 4                  | フィラデルフィア・76ers      | 4                  |        |   |                              |                              |                              |  |  |                          |                          |                          |  |
|  | 4                  | フィラデルフィア・76ers      | 4                  |        | 1 | ピストンズ                   | 0                            |                              |  |  |                          |                          |                          |  |
|  |                    |                              |                    |        |   |                              |                              |                              |  |  |                          |                          |                          |  |
|  |                    |                              | 2                  | ネッツ | 4 |                              |                              |                              |  |  |                          |                          |                          |  |
|  | 3                  | インディアナ・ペイサーズ     | 2                  | ネッツ | 4 | 2                            |                              |                              |  |  |                          |                          |                          |  |
|  | 3                  | インディアナ・ペイサーズ     |                    |        |   |                              |                              |                              |  |  |                          |                          |                          |  |
|  | 6                  | ボストン・セルティックス     | 4                  |        |   |                              |                              |                              |  |  |                          |                          |                          |  |
|  | 6                  | ボストン・セルティックス     | 4                  |        | 6 | セルティックス               | 0                            |                              |  |  |                          |                          |                          |  |
|  |                    |                              |                    |        | 6 | セルティックス               | 0                            |                              |  |  |                          |                          |                          |  |
|  |                    |                              | 2                  | ネッツ | 4 |                              |                              |                              |  |  |                          |                          |                          |  |
|  | 7                  | ミルウォーキー・バックス     | 2                  | ネッツ | 4 | 2                            |                              |                              |  |  |                          |                          |                          |  |
|  | 7                  | ミルウォーキー・バックス     |                    |        |   |                              |                              |                              |  |  |                          |                          |                          |  |
|  | 2                  | ニュージャージー・ネッツ     | 4                  |        |   |                              |                              |                              |  |  |                          |                          |                          |  |

- カンファレンス勝率トップのピストンズは1回戦、トレーシー・マグレディ率いるマジックに先にシリーズ王手を掛けられるというまさかの苦戦を強いられる。マグレディはシリーズ平均31.7得点と連続得点王を獲得した実力を存分に発揮した。ピストンズは第7戦でようやくマジックを退けると、76ersも降し、1990-91シーズン以来となるカンファレンス決勝に進出した。
- セルティックスのポール・ピアースは1回戦の対ペイサーズ第1戦でプレーオフ記録となる21本のフリースローを成功させた。
- 前季イースタン・カンファレンスの覇者ネッツは、準決勝と決勝を8戦全勝で勝ち進み、圧倒的な強さでファイナルに勝ち進んだ。

### ウエスタン・カンファレンス
|  | ファーストラウンド | ファーストラウンド                 | ファーストラウンド |                |   | カンファレンスセミファイナル | カンファレンスセミファイナル | カンファレンスセミファイナル |  |  | カンファレンスファイナル | カンファレンスファイナル | カンファレンスファイナル |  |
|  |                    |                                    |                    |                |   |                              |                              |                              |  |  |                          |                          |                          |  |
|  | 1                  | サンアントニオ・スパーズ           | 4                  |                |   |                              |                              |                              |  |  |                          |                          |                          |  |
|  | 1                  | サンアントニオ・スパーズ           | 4                  |                |   |                              |                              |                              |  |  |                          |                          |                          |  |
|  | 8                  | フェニックス・サンズ               | 2                  |                |   |                              |                              |                              |  |  |                          |                          |                          |  |
|  | 8                  | フェニックス・サンズ               | 2                  |                | 1 | スパーズ                     | 4                            |                              |  |  |                          |                          |                          |  |
|  |                    |                                    |                    |                | 1 | スパーズ                     | 4                            |                              |  |  |                          |                          |                          |  |
|  |                    |                                    | 4                  | レイカーズ     | 2 |                              |                              |                              |  |  |                          |                          |                          |  |
|  | 5                  | ミネソタ・ティンバーウルブズ       | 4                  | レイカーズ     | 2 | 2                            |                              |                              |  |  |                          |                          |                          |  |
|  | 5                  | ミネソタ・ティンバーウルブズ       |                    |                |   |                              |                              |                              |  |  |                          |                          |                          |  |
|  | 4                  | ロサンゼルス・レイカーズ           | 4                  |                |   |                              |                              |                              |  |  |                          |                          |                          |  |
|  | 4                  | ロサンゼルス・レイカーズ           | 4                  |                | 1 | スパーズ                     | 4                            |                              |  |  |                          |                          |                          |  |
|  |                    |                                    |                    |                |   |                              |                              |                              |  |  |                          |                          |                          |  |
|  |                    |                                    | 5                  | マーベリックス | 2 |                              |                              |                              |  |  |                          |                          |                          |  |
|  | 3                  | ダラス・マーベリックス             | 5                  | マーベリックス | 2 | 4                            |                              |                              |  |  |                          |                          |                          |  |
|  | 3                  | ダラス・マーベリックス             |                    |                |   |                              |                              |                              |  |  |                          |                          |                          |  |
|  | 6                  | ポートランド・トレイルブレイザーズ | 3                  |                |   |                              |                              |                              |  |  |                          |                          |                          |  |
|  | 6                  | ポートランド・トレイルブレイザーズ | 3                  |                | 3 | マーベリックス               | 4                            |                              |  |  |                          |                          |                          |  |
|  |                    |                                    |                    |                | 3 | マーベリックス               | 4                            |                              |  |  |                          |                          |                          |  |
|  |                    |                                    | 2                  | キングス       | 3 |                              |                              |                              |  |  |                          |                          |                          |  |
|  | 7                  | ユタ・ジャズ                       | 2                  | キングス       | 3 | 1                            |                              |                              |  |  |                          |                          |                          |  |
|  | 7                  | ユタ・ジャズ                       |                    |                |   |                              |                              |                              |  |  |                          |                          |                          |  |
|  | 2                  | サクラメント・キングス             | 4                  |                |   |                              |                              |                              |  |  |                          |                          |                          |  |

- 混沌としたシーズンを送っているブレイザーズはプレーオフでも故障者の続出というアクシデントに見舞われる。3連敗しもう後がなくなった第4戦では、故障者に代わって先発に昇格したザック・ランドルフがチームを救う活躍を見せ、その後3連勝でシリーズをタイに戻した。しかし第7戦でついに力尽き、シリーズはマーベリックスが制した。そのマーベリックスは準決勝でキングスと対戦。第2シードの強豪相手にここでも苦戦を強いられまたもや第7戦までもつれ込むが、辛うじてシリーズを制し、1987-88シーズン以来となるカンファレンス決勝に勝ち進んだ。
- ティンバーウルブズは7シーズン連続で1回戦敗退。
- 2シーズン連続でレイカーズの前に優勝への道を阻まれているスパーズは、準決勝で念願のリベンジを果たした。レイカーズ4連覇の夢はここで断たれた。
- カンファレンス決勝はテキサス州に本拠地を置くチーム同士の対決となった。マーベリックスは1回戦、準決勝と死闘を制してきた漬けが、ダーク・ノヴィツキーの故障という最悪の形で現れ、ノビツキーは第4戦以降を欠場してしまう。それでもマーベリックスは第5戦を勝利し、第6戦も第4Qを13点リードで迎え第7戦に望みを託すかに思われたが、ここで優勝請負人スティーブ・カーがマーベリックスの前に立ちはだかる。カーの放つ3Pシュートが立て続けにマーベリックスのゴールを襲い、スパーズが一気に逆転。スパーズが4勝2敗でシリーズを制し、ファイナルに駒を進めた。

## ファイナル
ファイナルは元ABA所属チーム同士の対決となった。ニュージャージー・ネッツはリーグ2位、サンアントニオ・スパーズはリーグ3位の平均失点を誇っており、ディフェンシブなチーム同士であったため、シリーズはロースコアゲームが展開され、100得点を越えたのは第1戦のスパーズだけだった。レギュラーシーズンの成績が60勝のチームと49勝のチームの対決で結果が見えたシリーズだったためか、平均視聴率は過去最低の6.5%だった。

### 第1戦
| 6月4日 |

| Recap |

| ネッツ 94, スパーズ 99                                   |  |                                                                                        |
| Pts: マーティイン 21 Rebs: マーティン 12 Asts: キッド 10 |  | Pts: ダンカン 32 Rebs: ダンカン 20 Asts: ダンカン 6 Bloks:ダンカン 7 Steals:ダンカン 3 |
| スパーズ1-0ネッツ                                        |  |                                                                                        |

スパーズティム・ダンカンの八面六臂の大活躍で初戦を制する。ダンカンは主要5部門全てチームハイの成績を残し、ネッツを打ち破った。

### 第2戦
| 6月6日 |

| Recap |

| ネッツ 87, スパーズ 85                                   |  |                                                                    |
| Pts: キッド 30 Rebs: キッド; ハリス 7 Asts: マーティン 4 |  | Pts: パーカー 21 Rebs: ダンカン 12 Asts: パーカー 5 TOs:ダンカン 7 |
| ネッツ1-1スパーズ                                        |  |                                                                    |

ネッツが敵地で貴重な1勝をあげ、シリーズを1勝1敗のタイに戻した。スパーズはチーム全体でターンオーバー21本とミスを連発し、また第1戦で大活躍したティム・ダンカンはターンオーバー7本に加えフリースローも10本中7本を外すなど乱調ぶりが目立った。ネッツは第1戦でシュートに苦戦したジェイソン・キッドが果敢にゴールに向かい、チームハイとなる30得点を記録してチームを牽引した。ダンカンに対する徹底したダブルチームも功を奏した。

### 第3戦
| 6月8日 |

| Recap |

| スパーズ 84, ネッツ 79                                                |  |                                                                            |
| Pts: パーカー 26 Rebs: ダンカン 16 Asts: ダンカン 7 Steals:ジノビリ 4 |  | Pts: マーティン 23 Rebs: マーティン 11 Asts: キッド 11 Steals:マーティン 4 |
| スパーズ2-1ネッツ                                                     |  |                                                                            |

ホームでまさかの1敗を喫したスパーズは、ネッツのホームに乗り込んだ第3戦で勝利し、再びシリーズをリードした。第2戦で大乱調に陥ったティム・ダンカンは21得点16リバウンドと復活し、チームハイの26得点を記録したトニー・パーカーは4本の3Pシュートを成功させた。またマヌ・ジノビリは試合終盤で勝利を決定付けるスティールからのワンマン速攻を決めた。チーム全体のFG成功率が37%とシュートに苦しんだネッツは、ファウルトラブルに悩まされたことも敗因に繋がった。

### 第4戦
| 6月11日 |

| Recap |

| スパーズ 76, ネッツ 77                                                            |  |                                                         |
| Pts: ダンカン 23 Rebs: ダンカン 17 Asts: パーカー; ジャクソン 3 Blocks:ダンカン 7 |  | Pts: マーティイン 20 Rebs: マーティン 13 Asts: キッド 9 |
| ネッツ2-2スパーズ                                                                 |  |                                                         |

リーグ2位と3位の平均失点を誇るチーム同士の対決であるこのシリーズの特色を、最も色濃く反映したのがこの第4戦だった。序盤から互いにシュートチャンスを譲らず、ファウルが飛び交う泥仕合のような接戦が続き、試合終盤まで1点差を争った。最後はネッツがオフェンスリバウンドを立て続けに奪うことに成功し、スパーズに反撃の機会を与えぬまま77-76の1点差で逃げ切った。ネッツはゴール下で粘ったケニオン・マーティンや18得点10リバウンドのダブルダブルを記録したリチャード・ジェファーソンの若手コンビの活躍が光った。一方のスパーズはトニー・パーカーのFG1/12を筆頭に先発のうち3人が5点以下に抑えられ、チーム全体でもFG28.9%とシュートが全く入らなかった。

### 第5戦
| 6月13日 |

| Recap |

| スパーズ 93, ネッツ 83                                                          |  |                                                  |
| Pts: ダンカン 29 Rebs: ダンカン 17 Asts: パーカー; ダンカン 4 Blocks:ダンカン 4 |  | Pts: キッド 29 Rebs: マーティン 9 Asts: キッド 7 |
| スパーズ3-2ネッツ                                                               |  |                                                  |

優勝請負人スティーブ・カーのビッグプレイでスパーズが優勝に王手を賭ける。第4Q中盤、ジェイソン・キッドの奮闘で78-76の2点差まで追い上げられたスパーズは、カーのケニオン・マーティンからのスティールで傾いた流れを一気に取り戻すと、さらにカーが3Pシュートとジャンプショットを立て続けに決め、ネッツの追撃を断ち切った。スパーズはスティーブ・カーを始めとする控えメンバーが35得点を記録し、チームの勝利に貢献した。ネッツは大黒柱のキッドが粘りを見せたが、試合終盤の大事な場面でミスを連発してしまった。

### 第6戦
| 6月15日 |

| Recap |

| ネッツ 77, スパーズ 88                            |  |                                                                             |
| Pts: キッド 21 Rebs: マーティン 10 Asts: キッド 7 |  | Pts: ティム・ダンカン 21 Rebs: ダンカン 20 Asts: アシスト 10 TOs:ダンカン 8 |
| スパーズ4-2ネッツ                                 |  |                                                                             |

ティム・ダンカンがクアドルプル・ダブルに迫る怪記録を残し、スパーズを優勝に導いた。試合は「先行逃げ切り」を得意とするネッツが序盤に得たリードを守り、ネッツの12点リードで第4Qを迎えた。しかし第4Q残り8分39秒からスパーズがダンカンを中心に猛反撃を開始し、スパーズは僅か5分弱の間に19得点を集中させる。その間無得点だったネッツがようやくジェイソン・キッドのジャンプショットで得点をあげた時には、リードはスパーズの8点に変わっていた。この時点で勝敗はすでに決しており、最後は88-77でスパーズが1999年以来の2度目の優勝を決めた。
ファイナルMVPは徹底したダブルチームを跳ね除け、シリーズ平均24.2得点17.0リバウンド5.3アシスト5.3ブロック、全試合でダブルダブル、第6戦ではクアドルプルダブルまでブロックショットあと2本のトリプルダブルを達成したティム・ダンカンが文句なしの受賞。長年スパーズの大黒柱を務め、今季限りで引退を表明しているデビッド・ロビンソンは、第6戦で13得点17リバウンドを記録し、優勝に貢献。2つ目のチャンピオンリングを手に有終の美を飾った。またカンファレンス決勝第6戦、ファイナル第5戦と勝負どころで次々とシュートを決めたスティーブ・カーは、シカゴ・ブルズ時代とあわせて5度目の優勝となった。
一方のネッツは2年連続でファイナル敗退。シーズン終了後、FAとなるジェイソン・キッドにスパーズが触手を伸ばし、一時は移籍濃厚とまで報じられていたが、結局獲得には至らなかった。
|                          | 第1戦 | 第2戦 | 第3戦 | 第4戦 | 第5戦 | 第6戦 | 勝敗 |
| ------------------------ | ----- | ----- | ----- | ----- | ----- | ----- | ---- |
| サンアントニオ・スパーズ | 101   | 85    | 84    | 76    | 93    | 88    | 4-2  |
| ニュージャージー・ネッツ | 89    | 87    | 79    | 77    | 83    | 77    | 2-4  |

- ファイナルMVP:ティム・ダンカン

ニュージャージー・ネッツ　コーチ: バイロン・スコット

ジェイソン・キッド |
ケニオン・マーティン |
リチャード・ジェファーソン |
ケリー・キトルズ |
ルーシャス・ハリス |
ロドニー・ロジャーズ |
アーロン・ウィリアムス |
ディケンベ・ムトンボ |
ジェイソン・コリンズ |
アンソニー・ジョンソン |
ブライアン・スカラブライン |
テイマー・スレイ |
ブランドン・アームストロング |
クリス・チャイルズ |
ドニー・マーシャル 

## 引退した主な選手
- マイケル・ジョーダン　（1984-03）　3度目の引退であり、最後の引退。2シーズンをワシントン・ウィザーズで過ごし、プレーオフに導くことを目標にしていたが、達成されなかった。ラストシーズンを平均20.0得点6.1リバウンドの成績で終えた。
- ジョン・ストックトン　（1984-03）　ラストーシーズンを10.8得点7.7アシストの成績で閉じる。すでに41歳だったこのシーズンも全82試合に出場した。彼の引退を機に長年パートナーを務めてきたカール・マローンはユタ・ジャズを去った。
- クリス・ダドリー　（1987-03）　フリースローの独特なシュートフォームで知られた白人センター。
- スティーブ・カー　（1988-03）　ラストシーズンでもチームを優勝に導く数々のビッグプレイをやってのけた。5つ目のチャンピオンリングと共に引退。
- ダニー・マニング　（1988-03）　1988年のNBAドラフトの全体1位指名選手。
- ティム・ハーダウェイ　（1988-03）　シーズン前は半引退状態だったが、シーズン終盤にインディアナ・ペイサーズと10日間契約を結んだ。シーズン終了後、正式に引退を表明。
- デビッド・ロビンソン　（1989-03）　開幕前から引退を表明しており、最後のシーズンとして挑んだ結果、2度目の優勝を果たした。ラストシーズンの成績は8.5得点7.7リバウンド。

事実上のラストシーズンとなっている選手
- ショーン・ケンプ　（1989-03）　キャリア末期は薬物中毒とアルコール使用障害に苦しんだ。その後、復帰の噂があったが実現には至っていない。